# Calliergonaceae
Calliergonaceae ist eine Laubmoos-Familie in der Ordnung Hypnales.

## Beschreibung
Die oft großen Pflanzen sind goldfarben bis braun oder rötlich. Der Stämmchenquerschnitt weist einen Zentralstrang auf. Es sind blattartige Pseudoparaphyllien vorhanden. Die Blätter sind gerade oder sichelförmig, glatt oder faltig, die Rippe ist einfach und gewöhnlich lang. Die Zellen der Blattmitte sind linealisch; Blattflügelzellen sind in der Regel differenziert, oft aufgeblasen und hyalin. 
Die Arten sind diözisch oder autözisch (Antheridien und Archegonien an verschiedenen Ästen an derselben Pflanze). Die Seta ist verlängert und glatt, die Sporenkapsel waagrecht, gekrümmt, zylindrisch.
Die Chromosomenzahl ist n = 10, 11, 20-22 oder 24.

## Vorkommen
Die Moose wachsen an feuchten bis nassen Standorten. Vorkommen befinden sich auf der Nord- und Südhalbkugel in gemäßigten bis arktischen und antarktischen Zonen sowie in tropisch-montanen Gebieten.

## Systematik
Die Moose waren traditionell der Familie Amblystegiaceae zugeordnet. Auf Grund von Molekulardaten wurden sie von dieser abgetrennt und in die neue Familie Calliergonaceae gestellt (Vanderpoorten et al., 2002).
Weltweit werden zur Familie 5 Gattungen mit 21 Arten gerechnet:
- Calliergon, 6 Arten
- Loeskypnum, 2 Arten
- Sarmentypnum, 7 Arten
- Straminergon, 1 Art Straminergon stramineum
- Warnstorfia, 5 Arten